# Clinocentrus excubitor
Clinocentrus excubitor är en stekelart som först beskrevs av Alexander Henry Haliday 1836.  Clinocentrus excubitor ingår i släktet Clinocentrus och familjen bracksteklar. Arten är reproducerande i Sverige. Inga underarter finns listade i Catalogue of Life.